# Żeliszewo
Żeliszewo (tuż po wojnie Suliszewo, niem. Zägensdorf) – wieś sołecka w Polsce położona w województwie zachodniopomorskim, w powiecie choszczeńskim, w gminie Recz. W latach 1975–1998 miejscowość administracyjnie należała do województwa gorzowskiego. W roku 2007 wieś liczyła 95 mieszkańców. 
Leśniczówka wchodząca w skład sołectwa: Chełpina.

## Geografia
Wieś leży ok. 4,5 km na południe od Recza. 

## Historia
Wieś o metryce średniowiecznej, po raz pierwszy wymieniana w źródłach w 1296 r., jako Zedentorp, Zehdensdorf. Wówczas to margrabiowie z dynastii askańskiej nadali Żeliszewo w lenno klasztorowi Cysterek w Reczu. W 1337 r. wieś znacznie ucierpiała w wyniku wojny z Polską w 1336 r. W wyniku sekularyzacji dóbr kościelnych wieś weszła w skład domeny reckiej. W XVI wieku istniejący tu kościół drewniany został przemurowany, wzmocniono wieżę. W 2. poł. XIX wieku – przypuszczalnie na miejscu wcześniejszego – pobudowano nowy, ceglany kościół w stylu neogotyckim. Po 1945 r. jest to wieś rolników indywidualnych, obecnie zmienia profil na wieś letniskową.

## Zabytki

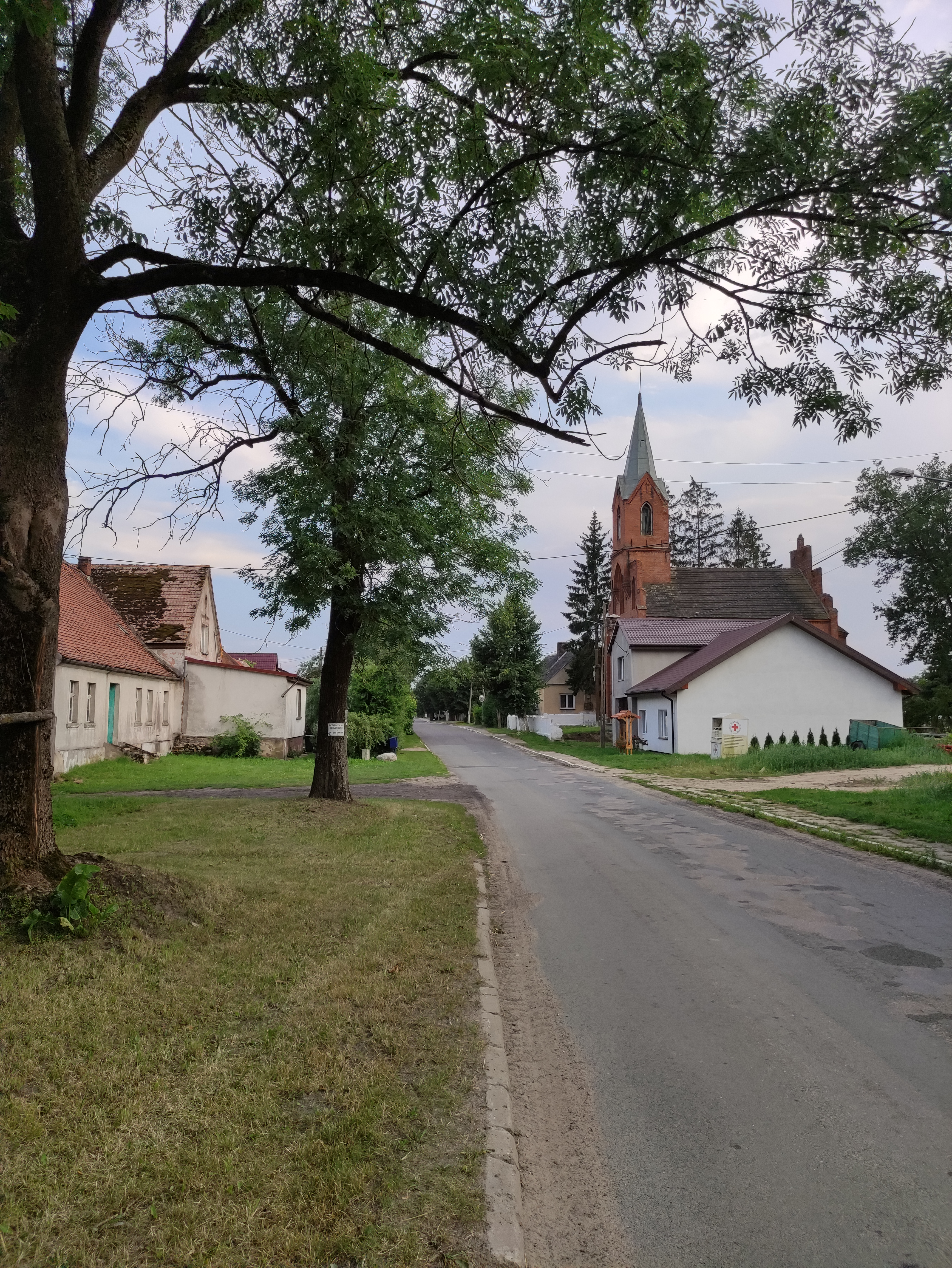
Domy we wsi, w tle zabytkowy kościół.

Do wojewódzkiego rejestru zabytków wpisany jest:
- kościół pw. Narodzenia NMP z trzeciej ćwierci XIX wieku. Kościół filialny, rzymskokatolicki należący do parafii pw. Świętej Trójcy w Suliszewie, dekanatu Drawno, archidiecezji szczecińsko-kamieńskiej, metropolii szczecińsko-kamieńskiej.